# عرب الأرجنتين
عرب الأرجنتين هم المواطنين الأرجنتينيون أو المقيمون بها ذوي أصول عربية قدموا خلال موجات هجرة مختلفة، لديهم هوية لغوية وثقافية واحدة، ينحدر أغلبهم من لبنان وسوريا وأيضا من الدول الإثنين وعشرين المكونة للعالم العربي كالمغرب. عرب الأرجنتين من أكبر مجموعات الشتات العربي في العالم.
حتى مع التنوع العرقي والديني واللغوي للأرجنتين فإن العرب الأرجنتينيين يحملون تراثا تشترك فيه اللغة، الثقافة والتقاليد السياسية.
أغلبهم من أصول لبنانية أو سورية مع نسبة مغاربة ضئيلة. بينهم 784,000 مسلم. الزواج ما بين الأعراق عند الجالية العربية، بغض النظر عن الانتماء الديني عال جدا؛ معظم أفراد الجالية لديهم والد واحد من أصل عربي. نتيجة لذلك، ظهر تحول ملحوظ عن اللغة العربية. قلةٌ من يتكلمون العربية، غالبا ما تقتصر هذه المعرفة في الكلمات الأساسية. عكس الأغلبية خاصة الأجيال الأصغر سنا، والتي تتكلم الإسبانية كلغة أولى.

## تاريخ
من الإرث الكبير الذي تركه المور المسلمون في القرن 15 بشبه الجزيرة الإيبيرية، كان هنالك مورسكيون اكتشفوا الأمريكيتين مع المستكشفين الإسبان والبرتغاليين، كما استقر كثير منهم في بوينس آيرس وبقية مناطق الشمال الأرجنتيني.
في القرن 19، حلت أولى الهجرات العربية، أغلب العرب كانوا من الشام (حينما كانت سوريا ولبنان قطرا واحدا). أول قدوم عربي كان سنة 1864، غير أن السجلات المنتظمة لم تظهر إلا في 1868

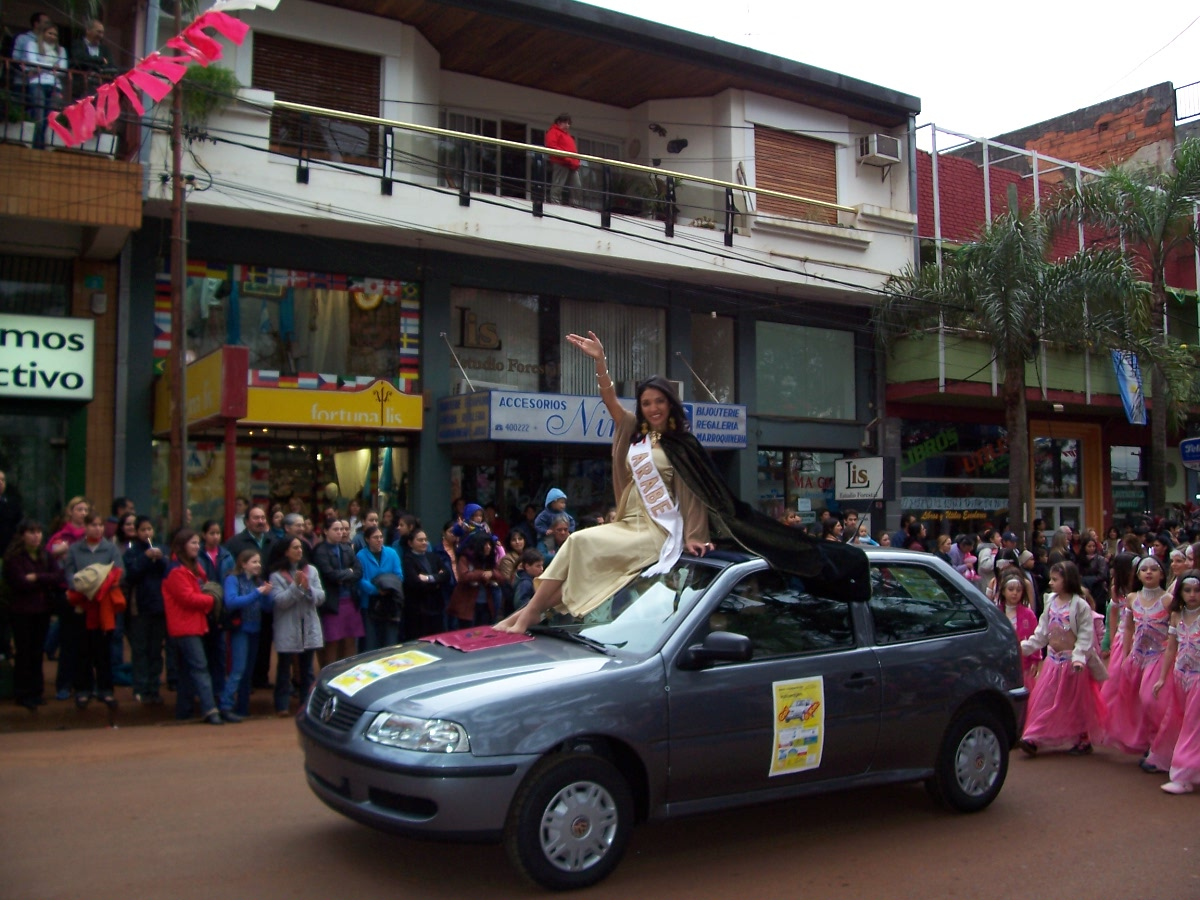
ملكة جمال العرب في الأرجنتين

## أعلام
- خورخي أنطونيو
- خوليو أسد
- عمر أسد
- يميل أسد
- جوليانا عواضة
- ياميلا دياز
- دانيال حداد
- عمر حسن (مغني)
- كلاوديو حسين
- داريو حسين
- خوان لويس منظور
- كارلوس منعم
- إدواردو منعم
- أنطونيو محمد
- دانيال مصطفى
- خافيير مونيوث